# Maalefushi
Maalefushi est une petite île inhabitée des Maldives. C'est une des nombreuses îles-hôtel des Maldives, accueillant le COMO Maalefushi.

## Géographie
Maalefushi est située dans le centre des Maldives, au Sud-Est de l'atoll Kolhumadulu, dans la subdivision de Thaa. 